# Sophie Nélisse
Marie-Sophie Nélisse (Windsor, Ontario; 27 de marzo de 2000) es una actriz canadiense, conocida por interpretar a Liesel Meminger en la película La ladrona de libros, adaptación cinematográfica de la novela homónima y Shauna joven, en Yellowjackets (serie de televisión).

## Biografía
Es de ascendencia franco-canadiense. Su hermana menor es la actriz Isabelle Nélisse, más conocida por su papel de Lily en la película Mamá (2013). Su familia se mudó a Montreal (Quebec) cuando ella tenía cuatro años de edad.

## Carrera
Como gimnasta, su objetivo era participar en los Juegos Olímpicos de 2016; firmó con la agencia de talento de Montreal "L'Enfance de l'Art" para pagar el entrenamiento. Sin embargo, después de conseguir su papel en La ladrona de libros, cambió de opinión y decidió embarcarse en la actuación. Además de su premio Genie por Monsieur Lazhar, ganó un Premio Jutra Award por su actuación y un premio Young Artist Award como mejor actriz joven en un largometraje internacional. También tuvo papeles en la película Ésimésac y en Québec Sitcom. Interpretó el papel principal en la película The Great Gilly Hopkins, que se terminó de filmar el 15 de junio de 2014.

## Filmografía

### Cine
| Año  | Título                    | Personaje            | Notas |
| ---- | ------------------------- | -------------------- | --- |
| 2011 | Monsieur Lazhar           | Alice L'Écuyer       | Premio de la Academia Canadiense de Cine y Televisión a la mejor interpretación de una actriz en un papel secundario. Premio Jutra a la mejor actriz de reparto. Nominada: Premios Artista Joven a la mejor actriz joven en una película Internacional.      |
| 2013 | La ladrona de libros      | Liesel Meminger      | Protagonista Premio Satellite a la mejor actuación revelación. Premio de cine de Hollywood y Premio Spotlight. Premios Artista Joven por mejor actriz joven en un Largometraje. Nominada: Premios de la Crítica Cinematográfica al mejor joven Actor/Actriz. |
| 2012 | High Lane                 | Rosalie Roussel      | |
| 2014 | Pawn Sacrifice            | Joan Fischer (joven) | |
| 2015 | Endorphine                | Simone               | Protagonista |
| 2016 | The Great Gilly Hopkins   | Gilly Hopkins        | Protagonista |
| 2016 | Wait Till Helen Comes     | Molly                | |
| 2016 | The History of Love       | Alma                 | |
| 2016 | Mean Dreams               | Casey                | |
| 2017 | Et au pire, on se mariera | Aïcha                | Protagonista. Hablada en francés. |
| 2019 | Close                     | Zoe                  | |
| 2019 | 47 Meters Down: Uncaged   | Mia                  | |
| 2019 | The Rest of Us            | Aster                | |
| 2020 | The Kid Detective         | Caroline             | |
| 2020 | Flashwood                 | Rose                 | |
| 2023 | La promesa de Irene       | Irene Gut            | |

### Televisión
| Año           | Título                | Personaje                         | Notas |
| ------------- | --------------------- | --------------------------------- | --- |
| 2010          | Mirador               | Jeune Fille de Ralf               | 1 episodio |
| 2010          | Toute la Vérité       | Fille de Violaine                 | 1 episodio |
| 2011          | The Family Parent     | Zoé                               | Rol recurrente |
| 2012          | Vertige               | Rosalie Roussel                   | Rol principal |
| 2015-2016     | Les Dieux de la Danse | Ella misma (Competición de danza) | Temporada 1: Se retiró tras pasar la primera ronda eliminatoria Temporada 2: Eliminada tras tercera ronda (semifinales) |
| 2017          | Accès Illimité        | Ella misma (Docu-reality)         | 1 episodio |
| 2017          | Demain des hommes     | Roxanne                           | Recurrente |
| 2019-2020     | L'Échappée            | Romy Lalonde                      | Rol recurrente |
| 2020          | Amours d'occasion     | Florence joven                    | 1 episodio |
| 2021–presente | Yellowjackets         | Shauna joven                      | Rol principal |

## Premios y nominaciones
| Año  | Organizador                          | Premio                                                    | Trabajo              | Resultado |
| ---- | ------------------------------------ | --------------------------------------------------------- | -------------------- | --------- |
| 2012 | Premios Genie                        | Mejor Actuación de una Actriz en un Papel Secundario      | Profesor Lazhar      | Ganadora  |
| 2012 | Premio Jutra                         | Mejor actriz de soporte(Meilleure Actrice de Soutien)     | Profesor Lazhar      | Ganadora  |
| 2013 | Satellite Awards                     | Breakthrough Performance                                  | La ladrona de libros | Ganadora  |
| 2013 | Hollywood Film Festival              | Premio Spotlight                                          | La ladrona de libros | Ganadora  |
| 2013 | Phoenix Film Critics Society Awards  | Mejor Actuación por una joven principal o de apoyo de rol | La ladrona de libros | Ganadora  |
| 2014 | Young Artist Awards                  | Mejor actriz joven protagonista en una película principal | La ladrona de libros | Ganadora  |
| 2014 | Saturn Awards                        | Mejor actuación Joven                                     | La ladrona de libros | Nominada  |
| 2014 | Online Film & Television Association | Mejor actuación Joven                                     | La ladrona de libros | Nominada  |
| 2014 | Critics Choice Awards                | Mejor Actor/Actriz Joven                                  | La ladrona de libros | Nominada  |